# Geriş, Kıbrıscık
Geriş là một xã thuộc huyện Kıbrıscık, tỉnh Bolu, Thổ Nhĩ Kỳ. Dân số thời điểm năm 2010 là 128 người.